# Мавка. Лісова пісня
«Мавка. Лісова пісня» (англ. «Mavka. The Forest Song») — український 3D-анімаційний фентезійний фільм 2023 року, створений студією «Animagrad» («Film.UA Group») за мотивами драми-феєрії Лесі Українки «Лісова пісня» та на основі образів слов'янської й української народної міфології. Режисерами мультфільму стали Олександра Рубан і Олег Маламуж.
Фільм оповідає про взаємодію та протистояння двох світів: чарівного і людського. Провідною темою, за сюжетом, є любовна лінія між лісовою Мавкою та селянином Лукашем, а також їх боротьба з лиходійкою Килиною, яка прагне заволодіти чарівним лісовим джерелом.
Прем'єра в Україні відбулася 2 березня 2023 року. За час прокату фільму вдалося встановити декілька національних рекордів. Зокрема, він став найкасовішим українським кінопроєктом за всю історію незалежного українського кінематографа та увійшов до 20-ки найкасовіших кінострічок за всю історію кінопрокату в Україні. 
Знятий англійською мовою та показаний на широкому екрані у близько 140 країнах, де був дубльований 32 місцевими мовами. У багатьох країнах під час національного прокату відбувалися також покази українськомовної версії фільму.

## Сюжет
Сюжет мультфільму починається з мальованої передісторії, яка розповідає про легенду, згідно з якою всередині прадавнього великого лісу було чарівне Джерело Життя, що своєю силою живило увесь чарівний Ліс. Та якось до Чарівного лісу через Чорну гору перейшла людина. Це був власник лісопильні, який благав Лісовика дати краплю джерельної води, щоб урятувати власну доньку від смерті. Лісовик дав, та згодом до Чарівного лісу прийшло багато людей, які воліли загарбати усе джерело, на що Лісовик не міг погодитись — почалася запекла битва між людьми та Лісовиком. Страшною ціною Лісовик здобув перемогу. Він навіки заборонив людям проходити за Чорну гору, а лісовим мешканцям наказано не мати жодних контактів із людьми.
Далі за сюжетом починається основна історія. У лісі закінчується зима. Мавка — добра й наївна лісова німфа, прокидається із зимової сплячки та пробуджує усе живе в лісі. Рослини, тварини та чарівні лісові істоти прокидаються і радіють весні.
У село, що розташоване поруч із лісом, приїжджає Килина, що представляється селянам дочкою і спадкоємицею власника лісопильні. Вона пропонує їм роботу: за великі гроші пройти за Чорну гору. Однак за повір'ями там живе нечисть, тож ніхто з селян не пристає на таку пропозицію. Тим часом Лукаш — один із сільських музикантів, потребує грошей, аби купити ліки для свого хворого дядька Лева. Прочитавши рекламне оголошення, Лукаш вирушає до маєтку Килини, щоб отримати від неї роботу. Килина наказує Лукашу знайти дерево з особливим листком у лісі за Чорною горою. Він вирушає на пошуки разом з Еріком і Деріком — слугами Килини.
У чарівному лісі Лісовик запрошує усіх до печери з вербою на вибори нового лісового Хранителя, оскільки сам Лісовик має вже мало сил.
Трохи втомившись від пошуків листка у чарівному лісі, Лукаш вирішує зіграти на сопілці. Цю мелодію чує Мавка, яка збиралася налякати його і вигнати з лісу. Однак почувши мелодію, зачаровується нею. Потім Лукаш розповідає Мавці та шумнику Гуку, що йому потрібен листок, аби отримати гроші та купити на них ліки для дядька. Натомість Мавка запевняє Лукаша, що для порятунку дядька потрібен не листок, а крапля джерельної води, яку вона обіцяє дати. У вдячність за це Лукаш дає слово Мавці зіграти на сопілці ще раз. Між ними зав'язуються теплі почуття.
Аби не натрапити на Лісовика, Лукаш, замаскований під виглядом далекого родича шумника Гука, змушений був потрапити на обрання нового Хранителя. Первісні духи природи обирають новим Хранителем Мавку, яка допомагає Лукашу втекти з чарівного лісу після його викриття.
Килина дізнається про повернення Лукаша до села і відправляє Фрола, свою праву руку, простежити за ним. У Лукашевій хаті Фрол знаходить особливий листок, у якому була чарівна крапля, що дала Мавка для порятунку дядька Лева. Килина задумує піти слідом за Лукашем, який мав ще раз навідатися до лісу.
Проте після тривалих роздумів Мавка сама наважується відвідати світ людей, щоб повернути сопілку, яку Лукаш втратив під час втечі з лісу. Удвох вони вирушають на ярмарок, де весело проводять час. Після того, як Лукаш нарешті грає свою мелодію, селянам стає відомо, що Мавка — це лісова нечисть, а не людина. Килина наказує схопити Мавку, однак її рятує Лісовик, що розганяє агресивну юрбу. Килина, шантажуючи Лукаша, якого запроторили до глибокого підвалу, дістає від нього координати джерела Життя.
Задля досягнення своїх цілей Килина налаштовує селян проти магічних лісових створінь, розпалюючи між ними ворожнечу — селяни йдуть знищувати магічний ліс. Тоді стає відомо, що Килина — ніяка не донька власника лісопильні, а його дружина, що вигадала сумну історію про хвору доньку. І в її планах не тільки підтримувати власну молодість та красу, а й завдяки джерелу стати найбагатшою та найвпливовішою людиною світу. Килина також повідає Мавці, що вона добре заплатила Лукашу за пошуки джерела та обман Мавки, наголосивши на тому, що Лукаш отримав гроші і поїхав у місто. Від почутого Мавка сильно поневіряється. Однак між селянами та мешканцями лісу починається страшна битва, під час якої Мавка, як Хранителька лісу, закликає Того, що у Скелі Сидить, щоб Той наділив її надприродною силою, дав іскру праведної люті, яка дозволяє їй вигнати озброєних селян із лісу. Натомість платою за іскру стає Мавчине життя, а її свідомість потрапляє у Небуття. Тим часом шумник Гук, жабокиць Квусь та песик Шусть рятують Лукаша, якого Килина наказала втопити у підвалі власного маєтку. Лукаш перемагає Фрола, що залишився стерегти Лукаша. Та на село вже обрушується смертоносна вогняна буря, в центрі якої Мавка. Завдяки музиці Лукаша та спільній пісні селянам вдається розбудити Мавку, зупинити вогняну бурю та врятуватися. «Єдина магія, яку ми, люди, маємо, — це любов» — завершує Лукаш. Між світом людей і світом міфічних лісових створінь встановлюється мир.
У сцені після анімованих титрів біля джерела з'являється стара, зморщена Килина, яка на радощах пірнає у чарівну воду, однак за кілька хвилин вона перетворюється на немовля.

## Акторський склад

### Українська дубльована версія
Анімаційний фільм дубльовано українською мовою студією «#скороукіно». Команда дубляжу студії: Лайті Бірюкова, Дмитро Мялковський; переклад — Анна Пащенко та Аліна Гаєвська. Режисер дубляжу — Катерина Брайковська. 

Головні герої
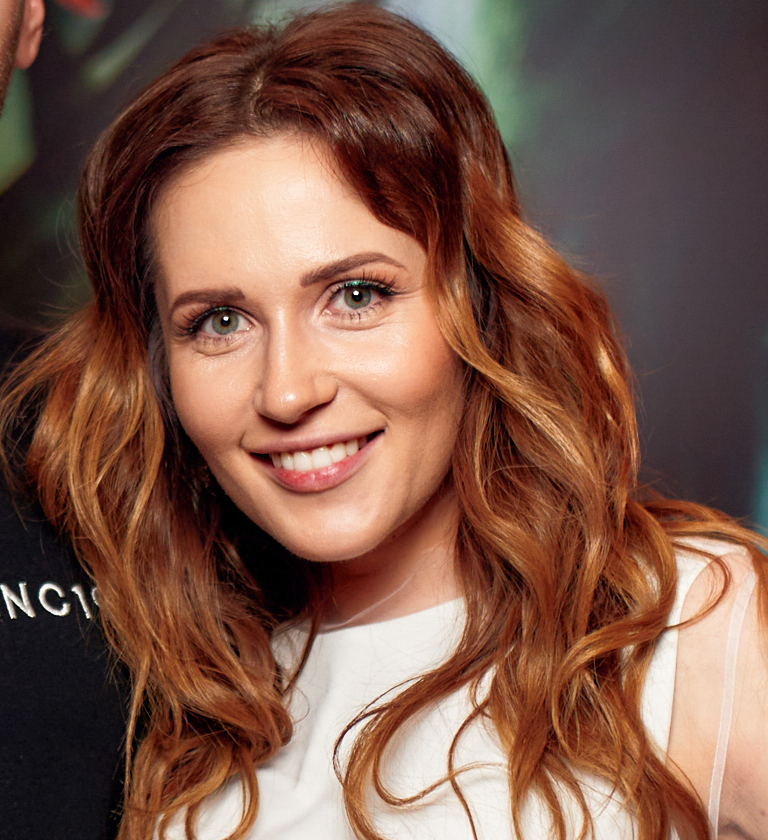
Наталка Денисенко
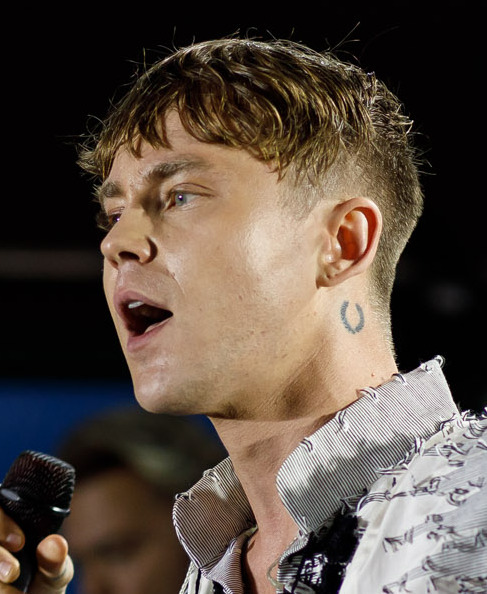
Артем Пивоваров
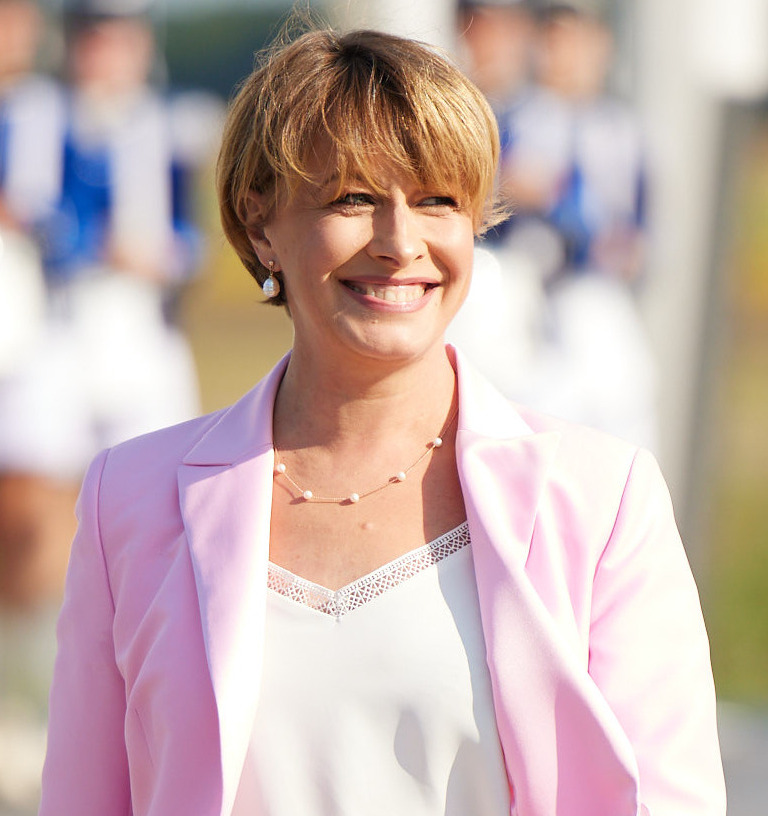
Олена Кравець

Основні ролі фільму дублювали:
- Мавка — Наталка Денисенко (голос), Христина Соловій (вокал), Катерина Кухар і Таїсія Хвостова[f][14][15] (рухи та пластика);
- Лукаш — Артем Пивоваров;
- Килина — Олена Кравець;
- Дядько Лев — Олег Михайлюта;
- Фрол, слуга Килини — Сергій Притула;
- Знахарка — Наталія Сумська;
- Друзі Лукаша, сільські музиканти Ніна, Ірина, Олена й Марко — учасники гурту «ДахаБраха»;
- Шумник Гук — Михайло Хома;
- Водяниця, русалка — Юлія Саніна;
- Лісовик — Назар Задніпровський;
- Той, що в скелі сидить — Олег Скрипка;
- Оповідачка — Ніна Матвієнко;
- Ерік і Дерік — Андрій Мостренко;
- Українські жінки — Катерина Осадча.

### Англійська прокатна версія

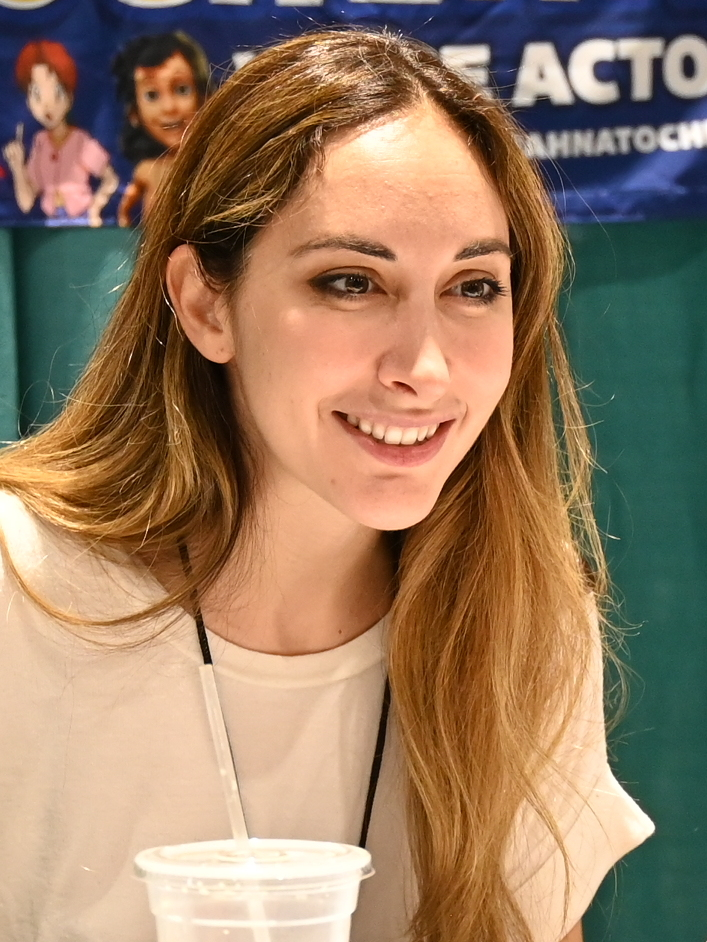
Сара Наточенні, яка озвучила Килину в оригінальній версії

Озвучення фільму оригінальною англійською мовою для міжнародного прокату відбулося на студії «3beep» (Нью-Йорк). Режисер озвучення та художній керівник — Том Вейленд. Основні ролі фільму озвучили:
- Мавка (Mavka) — Лорі Гаймс;
- Лукаш (Lucas) — Едді Лі;
- Килина (Kylina) — Сара Наточенні;
- Дядько Лев (Leo) — Скотті Рей;
- Фрол, слуга Килини (Frol) — Том Вейленд;
- Знахарка (Healer) — Марка Лі;
- Шумник Гук (Hush) — Марк Томпсон;
- Водяниця, русалка (Ondina) — Ніккі Томас;
- Лісовик (Lesh) — Марк Томпсон;
- Той, що в скелі сидить (One Who Sits in the Rock) — Майк Поллок.

А також Елісон Лі Розенфельд, Тайлер Банч, Крістіан Сенфорд, Сара Сміттон та інші. Скрипт-доктор — Джеффрі Гілтон.

## Історія створення

### Ідея
Вперше ідея створення анімаційного фільму за мотивами «Лісової пісні» виникла у 2014 році. Продюсерка Ірина Костюк зазначає, що Сергій Созановський, співзасновник «Film.UA Group», був одним із тих, хто запропонував цю ідею.

### Розробка
Офіційний бриф написано 2014 року. До 2015 року відбувався суто відбір заявок сценаристів.
Вже у вересні 2015 року пресслужба компанії «Film.UA Group» заявила про початок виробництва повнометражного мультфільму за мотивами класичного твору Лесі Українки — «Лісова пісня». На початку роботи над мультфільмом розробники прагнули адаптувати «Лісову пісню» для сімейної анімації та зробити щасливим фінал, порушити актуальні теми, як, наприклад, екологічні питання.
У 2016 році проєкт переходить до стадії глибокого девелопменту: починається робота над створенням сценарію. Продюсери розробляли історію, пробували співпрацювати з різними авторами і лише згодом до проєкту приєднався сценарист Ярослав Войцешек. У вересні 2016 року проєкт виграв 9-й конкурс Держкіно й отримав державне фінансування у розмірі 24,5 млн грн.
У 2017 році з'являється перший тизер проєкту. Вже у березні того ж року продюсери «FILM.UA Group» та «Animagrad» успішно провели перший міжнародний пітчинґ проєкту «Мавка. Лісова пісня» на одному з найбільших анімаційних форумів Європи «Cartoon Movie» у французькому місті Бордо, на якому Україна була представлена вперше. У традиційному для форуму анкетуванні багато з учасників назвали пітч «Мавки» найкращим із 50 проєктів. Продюсери отримали відгуки від значних гравців анімаційного ринку, серед яких «The Walt Disney Company», Міжнародна асоціація анімаційного кіно (ASIFA), «Canal+», «TF1 International», «Super RTL» і багато інших компаній. Паралельно з цим пишеться сценарій, продовжується робота над розробкою образу і зовнішності Мавки.
У 2018 році запускається робота над створенням 2D-аніматика, яка триває аж до кінця 2019 року.
|                                                                | Коли написаний сценарій, запускається аніматик – 2D-версія всього мультфільму за сценарієм. Наш аніматик вийшов дуже довгим – пішов процес скорочення. По суті, ми написали новий сценарій, на що пішов іще майже рік роботи. Переписуєш сценарій, переробляєш аніматик і, тільки коли виходиш на потрібний хронометраж, починаєш рахувати бюджет. А коли бачиш, що бюджет більший, ніж потрібно – починаєш спрощувати сцени. Або шукаєш додаткове фінансування… |
| — Ірина Костюк в інтерв'ю Media Business Reports, квітень 2021 | |

### Виробництво

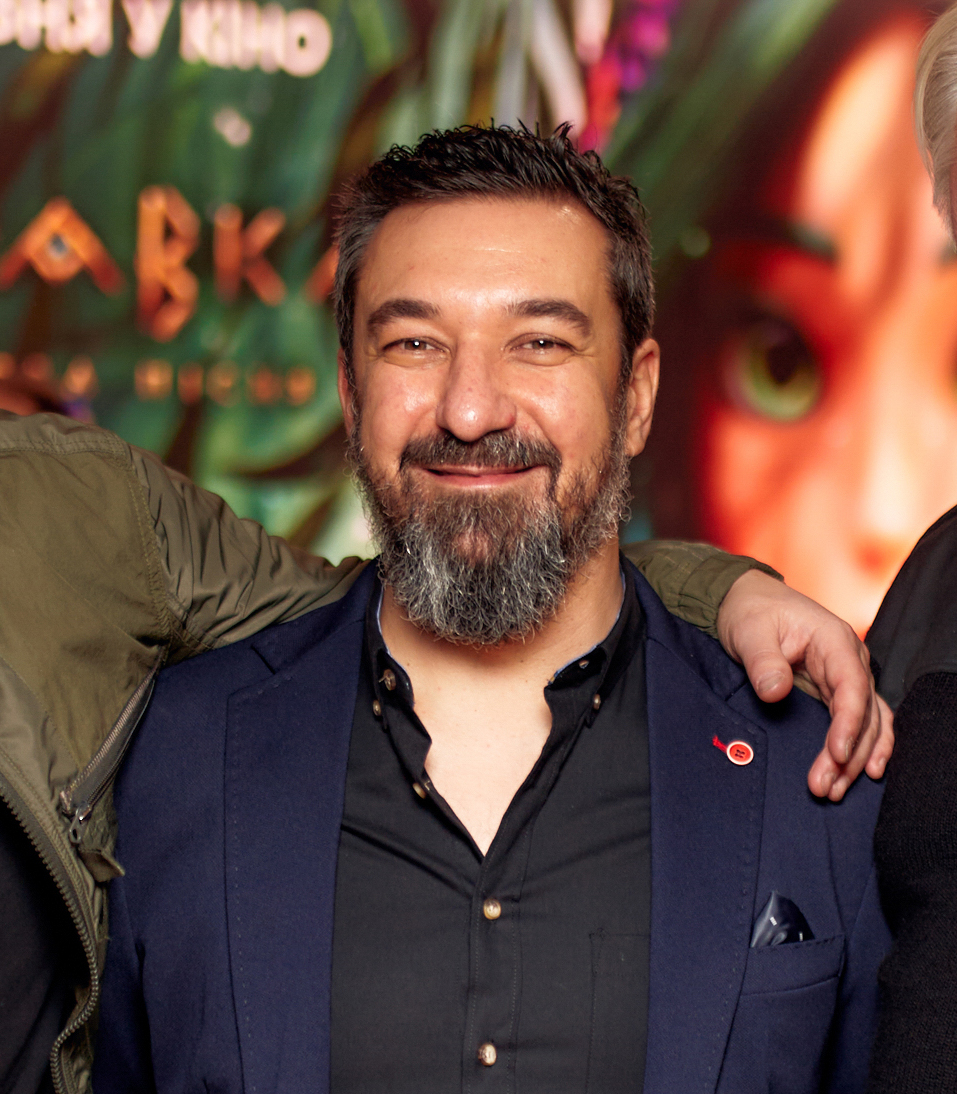
Артдиректор Крістіан Коскінін

На пошуки образу Мавки пішло понад рік, після чого відбувалися тривалі авторські дискусії щодо Мавчиних дій: магії, одягу, творчих здібностей, стилю поведінки. На думку артдиректора Крістіана Коскініна, загалом, починаючи з ідеї, образ Мавки розроблявся близько трьох років: «Сказати, що в нас був такий рівний і послідовний процес, у якому можна було б точно вирахувати терміни, не можна — оцінка дуже приблизна».

У 2020 році команда мала намір записати звук фільму. Проте, через пандемію коронавірусу авторам не вдалося здійснити це за звичайною процедурою — процесу, втім, не зупинили. Головною мовою проєкту стала англійська, і під неї створювався оригінальний ліпсінк. Запис чорнового озвучування відбувався у Нью-Йорку, США (якраз у розпал локдаунів). Компанія «3beep» допомогла організувати технічний аспект запису: співпрацюючи із студією «Postmodern», створили систему запису з віддаленим доступом. За словами Єгора Олесова, запис звуку тривав кілька тижнів. Попри чорнове озвучування, частина голосів стали фінальними й не змінювалися. Перш за все це звук другорядних персонажів. Вибір акторів, що озвучили головних героїв, як для англомовної версії, так і для українськомовного дубляжу відбувся пізніше. Відбувається запуск виробництва мультфільму у 3D.
|                                                               | Коли аніматик і базовий арт узгоджені, до роботи долучаються різні виробничі департаменти: створення 3D-асетів, виробництво лейаутів, look-development, анімація, візуальні ефекти, симуляція, рендер, композитинг. І потім уже музика та постпродакшен. |
| — Єгор Олесов в інтерв'ю Media Business Reports, квітень 2021 | |

Тож у 2021 році проєкт перебував на етапі роботи з лейаутами, анімацією, відбувалося збирання фінальних сцен. Завершувалось виробництво всіх 3D-асетів. У лютому 2021 року виходить другий тизер-трейлер майбутнього мультфільму, в якому Мавка постає в оновленому вигляді. За словами продюсерки Анни Єлісеєвої, дизайн Мавки став «диким, більш лісовим». Потенційні глядачі здебільшого засудили таку зміну. Офіційний трейлер в українському дублюванні з'явився в мережі 20 грудня 2021 року. Прем'єра фільму згідно з трейлером мала відбутися 29 грудня 2022 року.
Загалом над «Мавкою» працювала міжнародна команда із 400 людей.

### Під час вторгнення
На момент початку широкомасштабного вторгнення Росії в Україну проєкт перебував на фінальному етапі виробництва. Через війну робота над мультфільмом призупинилася, частина аніматорів опинилися на тимчасово окупованих територіях, деякі вступили до лав ЗСУ, а маркетинговий план дій на найближчі місяці повністю втратив актуальність. Однак студії знадобилося всього близько тижня, щоб реорганізувати виробничий процес і продовжити роботу. Та попри важкі воєнні умови творці заявили, що проєкт буде завершено згідно з довоєнним планом — у 4-му кварталі 2022 року.
На каннському кіноринку Marché du Film, мультфільм залучили до цілої низки заходів, серед яких Animation Day, організований анімаційним фестивалем «Annecy». Також у Каннах відбувся захід «Annecy Goes To Cannes 2022», на пітчинг у межах якого відібрано проєкт.
Другий офіційний та основний трейлер студія «Film.UA Group» презентувала 1 лютого 2023 року. У ньому показано зимовий образ Мавки та звучить саундтрек «Мова Вітру» у виконанні Христини Соловій та Артема Пивоварова. Згідно з ним прем'єра визначена на 2 березня 2023 року.

### Дистриб'юція
Права на показ стрічки у країнах Близького Сходу й Північної Африки були придбані компанією MENA, субдистриб'ютором Walt Disney Studios. Koch Films придбала права на території Німеччини та німецькомовних країн. Дистриб'ютором у Польщі стала Monolith Films, у Словаччині та Чехії — Cinemart; в Естонії, Латвії та Литві — ACME Film, у Португалії — Cinemundo, у Румунії, Угорщині та Болгарії — Vertical, а компанія Blitz придбала права на показ фільму на територіях Сербії, Хорватії, Словенії, Північній Македонії, Боснії та Герцеговини й Чорногорії.

## Кошторис
У вересні 2016 року проєкт здобув перемогу на 9-му конкурсі Держкіно і вже в грудні підписано договір на виробництво мультфільму «Мавка. Лісова пісня» в розмірі 25 % початкового бюджету, який на той момент оцінювався в 98 078 911 ₴. Влітку 2020 року Рада з державної підтримки кінематографії схвалила збільшення бюджету проєкту в 1,9 раза. Студія Animagrad і Держкіно уклали нову угоду, згідно з якою сума державного фінансування становила 25 мільйонів гривень чи, відповідно, 13,35 % уточненого бюджету.
Станом на липень 2021 року загальний бюджет мультфільму «Мавка. Лісова пісня» оцінювався в 187 241 525 ₴. Виробництво мультфільму частково фінансувалося Державним агентством України з питань кіно. З урахуванням усіх змін загалом частка державної участі у виробництві мультфільму становить 49 519 728 ₴, або 26,45 %.

## Музика
У лютому 2023 року до Дня всіх закоханих Артем Пивоваров та Христина Соловій представили кліп до головної композиції анімаційного фільму — «Мова вітру». Вони ж виконали пісню і англійською мовою («Song of the wind»). А в березні Христина Соловій презентувала кліп до другого саундтреку — «Лісова пісня» («Пісня лісу»). Нижче представлено усі пісні, що були залучені до кінопроєкту, частину з яких творці подали як цілісний саундтрек до фільму в одному плейлисті.
| Various Artists - Мавка. Лісова пісня | Various Artists - Мавка. Лісова пісня | Various Artists - Мавка. Лісова пісня | Various Artists - Мавка. Лісова пісня | Various Artists - Мавка. Лісова пісня |
| #                                     | Назва                                 | Автор                                 | Виконавець(-ці)                       | Тривалість                            |
| ------------------------------------- | ------------------------------------- | ------------------------------------- | ------------------------------------- | ------------------------------------- |
| 1.                                    | «Кроковеє колесо»                     |                                       | ДахаБраха Максим Бережнюк             | 1:22                                  |
| 2.                                    | «Мова вітру» («Song of the wind»)     | Артем Пивоваров Христина Соловій      | Артем Пивоваров Христина Соловій      | 3:45                                  |
| 3.                                    | «Гарная»                              |                                       | Марія Квітка                          | 3:31                                  |
| 4.                                    | «Веснянка»                            |                                       | ДахаБраха Максим Бережнюк             | 0:55                                  |
| 5.                                    | «Пісня лісу» («Forest song»)          |                                       | Христина Соловій                      | 3:35                                  |
| 6.                                    | «Шо з-под дуба»                       | ДахаБраха                             | ДахаБраха                             | 3:48                                  |

У травні 2023 року студія «Animagrad» представила збірку оркестрової музики до фільму. Саундтрек створено україно-італійською командою. У складі команди: симфонічний оркестр «Віртуози Києва», Оксана Муха та Максим Бережнюк, а також італійці Даріо Веро, Фабіо Патріньяні, Федеріко Солаццо, Барбад Баят і Фабріціо Де Кароліс. Альбом містить 49 інструментальних композицій.
Запис музики відбувся у Римі в студії «Forum Studios». Музична збірка містить різноманітні жанри, зокрема класичну, етнічну, поп- та оригінальну українську музику.
Автор музики Даріо Веро. 
| Mavka. The Forest Song (Original Motion Picture Score) | Mavka. The Forest Song (Original Motion Picture Score)       | Mavka. The Forest Song (Original Motion Picture Score) |
| #                                                      | Назва                                                        | Тривалість                                             |
| ------------------------------------------------------ | ------------------------------------------------------------ | ------------------------------------------------------ |
| 1.                                                     | «Behind the Dark Mountain» (укр. За Чорною горою)            | 1:59                                                   |
| 2.                                                     | «Mavka» (укр. Мавка)                                         | 1:51                                                   |
| 3.                                                     | «Spring Time» (укр. Весна)                                   | 1:57                                                   |
| 4.                                                     | «Uncle Leo» (укр. Дядько Лев)                                | 1:12                                                   |
| 5.                                                     | «You'll be Fine» (укр. Все буде добре)                       | 0:31                                                   |
| 6.                                                     | «Frol» (укр. Фрол)                                           | 0:39                                                   |
| 7.                                                     | «Kylina» (укр. Килина)                                       | 0:51                                                   |
| 8.                                                     | «Let's Save the Lynx!» (укр. Врятуймо рись!)                 | 1:15                                                   |
| 9.                                                     | «Forest Creatures» (укр. Лісові створіння)                   | 1:21                                                   |
| 10.                                                    | «Mavka and the Bisons» (укр. Мавка і зубри)                  | 2:40                                                   |
| 11.                                                    | «The Flute» (укр. Сопілка)                                   | 1:18                                                   |
| 12.                                                    | «Hush» (укр. Гук)                                            | 1:03                                                   |
| 13.                                                    | «Flowers» (укр. Квіти)                                       | 0:26                                                   |
| 14.                                                    | «Ondina» (укр. Ондіна (Водяниця))                            | 2:39                                                   |
| 15.                                                    | «Nymphs» (укр. Німфи)                                        | 1:07                                                   |
| 16.                                                    | «Where is the Boy?» (укр. Де хлопець?)                       | 1:33                                                   |
| 17.                                                    | «Mavka and the Supreme Spirits» (укр. Мавка і Первісні духи) | 1:54                                                   |
| 18.                                                    | «The Rite» (укр. Обряд)                                      | 2:51                                                   |
| 19.                                                    | «Mavka Theme Reprise» (укр. Реприза теми Мавки)              | 1:27                                                   |
| 20.                                                    | «Run, he is a Human!» (укр. Біжи, він же Людина!)            | 1:13                                                   |
| 21.                                                    | «Sweetness» (укр. Солодкість)                                | 0:34                                                   |
| 22.                                                    | «On the Move» (укр. У русі)                                  | 2:21                                                   |
| 23.                                                    | «Sadness» (укр. Смуток)                                      | 1:54                                                   |
| 24.                                                    | «It's a Miracle» (укр. Це диво)                              | 1:55                                                   |
| 25.                                                    | «Keep an Eye on This Boy!» (укр. Стежте за цим хлопцем!)     | 1:20                                                   |
| 26.                                                    | «Tenderness» (укр. Ніжність)                                 | 2:42                                                   |
| 27.                                                    | «Love Theme» (укр. Любовна тема)                             | 0:57                                                   |
| 28.                                                    | «Danger Zone» (укр. Небезпечна зона)                         | 0:35                                                   |
| 29.                                                    | «Don't Touch Her!» (укр. Не чіпай її!)                       | 0:43                                                   |
| 30.                                                    | «Showtime!» (укр. Час шоу!)                                  | 1:22                                                   |
| 31.                                                    | «Kylina, the Genesis» (укр. Килина, генезис)                 | 1:15                                                   |
| 32.                                                    | «Kylina is Rising» (укр. Килина повстає)                     | 3:55                                                   |
| 33.                                                    | «The Forest Killer» (укр. Вбивця лісу)                       | 0:41                                                   |
| 34.                                                    | «Let's Roll» (укр. Поїхали)                                  | 1:19                                                   |
| 35.                                                    | «Kylina Attacks» (укр. Килина атакує)                        | 0:55                                                   |
| 36.                                                    | «Mavka and Kylina» (укр. Мавка і Килина)                     | 1:20                                                   |
| 37.                                                    | «Get Out of My Way!» (укр. Геть з дороги!)                   | 2:05                                                   |
| 38.                                                    | «The Battle» (укр. Битва)                                    | 1:19                                                   |
| 39.                                                    | «Rescue Mission» (укр. Рятувальна місія)                     | 2:00                                                   |
| 40.                                                    | «Underwater» (укр. Під водою)                                | 0:39                                                   |
| 41.                                                    | «Teardrop» (укр. Сльоза)                                     | 0:54                                                   |
| 42.                                                    | «The Final Battle» (укр. Фінальна битва)                     | 0:55                                                   |
| 43.                                                    | «Entering the Nothingness» (укр. Вхід у Небуття)             | 0:53                                                   |
| 44.                                                    | «The Spark of Rage» (укр. Іскра люті)                        | 0:54                                                   |
| 45.                                                    | «The Hurricane» (укр. Ураган)                                | 2:14                                                   |
| 46.                                                    | «Love Theme Reprise» (укр. Реприза любовної теми)            | 0:43                                                   |
| 47.                                                    | «Upside Down» (укр. Догори ногами)                           | 1:20                                                   |
| 48.                                                    | «The Power of Love» (укр. Сила кохання)                      | 2:21                                                   |
| 49.                                                    | «Suite from Mavka» (укр. Сюїта від Мавки)                    | 15:14                                                  |
| 1:24:43                                                |                                                              |                                                        |

## Пов'язані проєкти

### Проєкти поза анімацією
Ще до релізу довкола фільму сформувалася низка пов'язаних проєктів у різноманітних форматах і на різних платформах. Таким чином, «Мавка» перетворилася на мультиплатформний кросмедійний бренд, який охопив не одну сфери життя. Творці фільму назвали цю сукупність «Всесвітом Мавки». Першими проявленнями стали колекція суконь від української дизайнерки Ольги Навроцької «MAVKA by NAVRO», кулон «Мавчин Оберіг» від ювелірного дому «OBERIG», брендована серія книжок від видавництва «Київський будинок книги», гобелени ручної роботи від майстерні «Соломія» та AR-застосунок від розробників Signal Red.

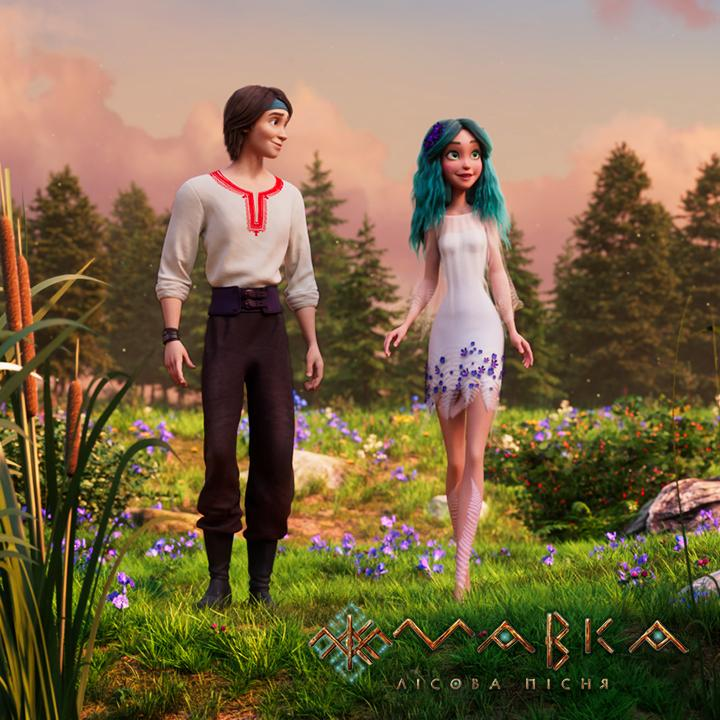
Кадр фільму

Широка ліцензійна кампанія стала одним із найважливіших чинників популяризації «Всесвіту Мавки» в Україні. Ліцензійна агенція «Nerd Agency» під керівництвом Тетяни Рубан залучили до співпраці десятки національних брендів. Деякі з колаборацій були реалізовані на етапах продакшену та постпродакшену, надаючи бренду «Мавки» відчутну видимість упродовж тривалого періоду.
Станом на кінець 2023 року налічується понад 30 колаборацій з більш ніж трьома сотнями товарів різних категорій: ювелірні вироби, снеки, б'юті-засоби, одяг, іграшки, книги, аксесуари, прикраси для дому, шкільне приладдя. До прикладу, кондитерська компанія «Лукас» випустила брендовані цукерки «Мавка», компанія «Лантманнен Акса» під брендом «START!» — сухі сніданки, молочна компанія «Галичина» — лінійку йогуртів.
У 2019 році мережа супермаркетів «Сільпо» в рамках ліцензійної угоди відкрила новий магазин, цілком брендований ілюстраціями з майбутнього анімаційного фільму. Наприкінці 2023 року цей супермаркет знову відкрили, після тривалої перерви в роботі
Також за мотивами анімаційного фільму компанія «Stage Show Company» створила хореографічну виставу — «Мавка. Шоу». До неї залучені 9 професійних танцівників та повітряні гімнасти, а музичний супровід складається з саундтреків оригінального мультфільму. Концерти відбувалися у близько 20 українських містах та за межами України, зокрема у Польщі та країнах Балтії.
У серпні 2023 українська мережа пекарень «Lviv Croissants» у співпраці з командою анімаційного фільму «Мавка. Лісова пісня» створили спільний проєкт, в межах якого всі пекарні прикрасили тематичним декором, змінили харчове пакування та підготували сувеніри із зображеннями персонажів мультфільму. До того ж у рамках співпраці розігрувалися гранти на навчання для дітей, а також організовано підтримку Благодійного фонду «Діти Героїв», який опікується дітьми, що втратили одного або обох батьків під час війни.

### Серіал
У середині червня 2023 року стало відомо, що на основі повнометражного фільму «Мавка. Лісова пісня» планується створити серіал на 12 серій. Виробництвом мультсеріалу займатиметься студія «Animagrad» разом із французькою компанією «TeamTO». За словами представниці «Film.UA» Ксенії Баранової, серіал стане приквелом до подій фільму: «Дія фільму розгортається одразу після битви між людьми та Лісовиком, яка сталася, коли решта лісових мешканців поринула в глибокий зимовий сон». До вже відомих глядачу персонажів очікується доєднання й нових, зокрема Повітрулі та Чугайстра. Презентація проєкту майбутнього анімаційного серіалу відбулася 15 червня 2023 року на пітчингу у французькому Ансі. У вересні 2023 серіал також представили на пітчингу «Cartoon Forum» у Тулузі, він став єдиним анімаційним проєктом від України.

## Суперечності
Після появи у 2015 році інформації про те, що сценарій для стрічки пише відома російська сценарна група «Сахар+1kg», в українському інформпросторі з'явилися критика творців та звинувачення в «русифікації» типово українського міфологічного персонажа «мавки». Так, відомий український письменник Юрій Винничук після того, як дізнався, що сценарій до фільму створюють російські сценаристи із санкт-петербурзької творчої групи «Сахар, 1 кг», розкритикував творців, зокрема, за те, що вони, на додачу до класичних персонажів драми Л. Українки, додали «„фабрикантку й інженерку Килину“, „старосту Фрола“, „вовкодава Надійку“, „Котожабика“, та „Філіна Філю“». Після дискусії на «Фейсбуці» з продюсером фільму Іриною Костюк, Винничук назвав абсурдною тезу Костюк, що «Мавка — це не типовий персонаж української міфології, а „слов'янська принцеса“».
Згодом стало відомо, що більшість зазначених героїв не матимуть стосунку до майбутнього анімаційного фільму, а існують тільки в супутній до нього продукції. Натомість у проєкті з'являться інші персонажі, як відомі за твором Лесі Українки, так і нові – Жабокиць Квусь, Водяник і Лісовик, русалки Водяниця, Польовиця та Лісовиця й інші. Інформація про залучення російської сценарної групи «Сахар+1kg» не підтвердилась. Сценаристом проєкту став Ярослав Войцешек.

## Реліз

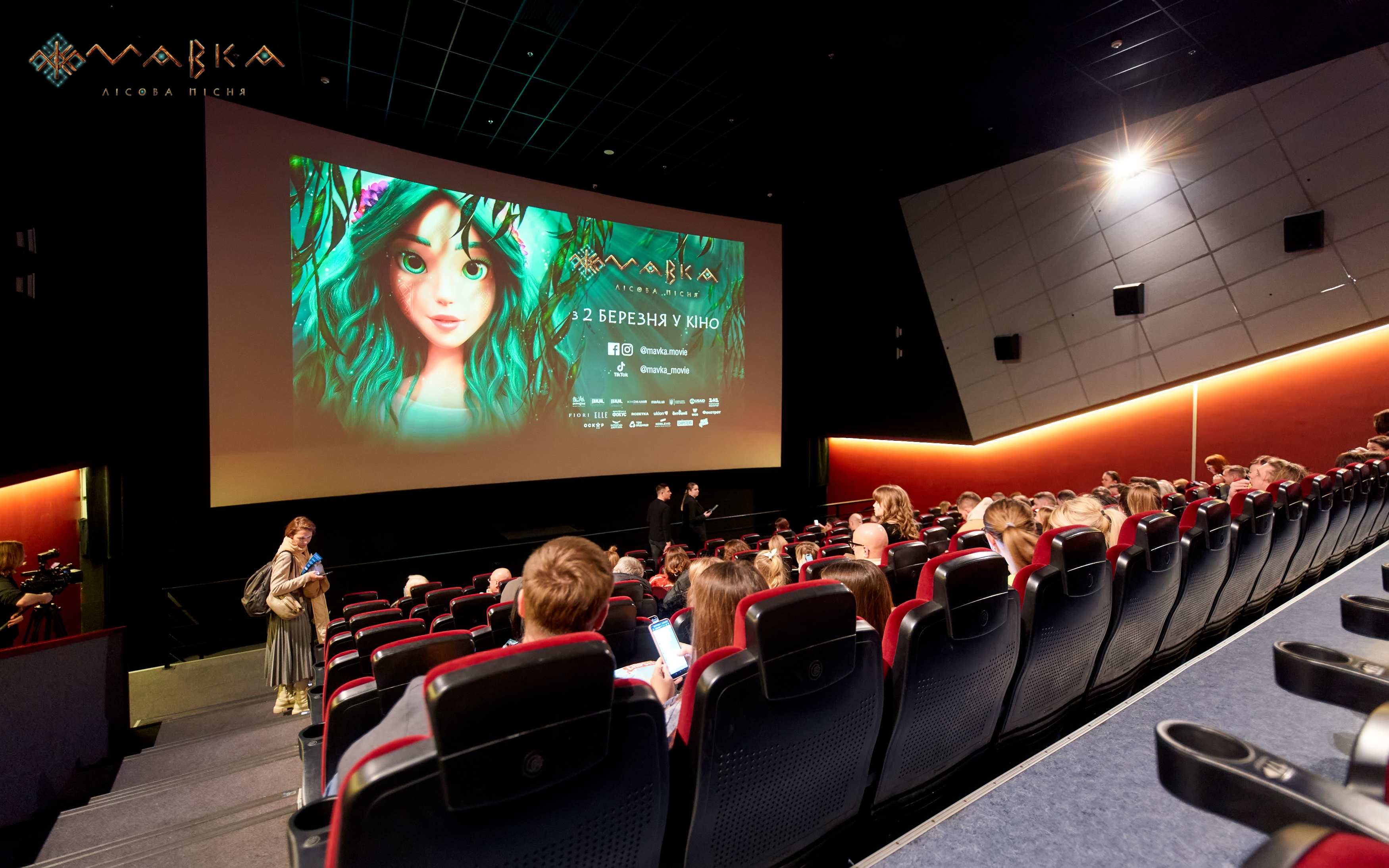
На допрем'єрному показі у Києві

### Допрем'єрні покази
Найперший допрем'єрний показ мультфільму в Україні відбувся 27 лютого 2023 року у Львові в кінотеатрі «Планета Кіно» (ТЦ Forum Lviv). Допрем'єрний показ у Києві відбувся в кінотеатрі «Оскар» (ТРЦ Gulliver) 1 березня 2023 року. Окрім творчої команди анімаційного фільму, на заході були присутні багато представників українського шоу-бізнесу, а також деякі політичні та державні діячі, зокрема міністр закордонних справ Дмитро Кулеба. Показ фільму у столиці перервала повітряна тривога, однак вона була нетривалою, тож одразу після неї показ продовжили.
Також відбувся допрем'єрний показ мультфільму за кордоном — у Саудівській Аравії. Кінопоказ пройшов за сприяння Посольства України в Саудівській Аравії 26 лютого 2023 року у місті Ер-Ріяд.

### Широкий прокат
У широкий національний прокат стрічка вийшла 2 березня 2023 року. За словами продюсерки Ірини Костюк, мультфільм в українських кінотеатрах розписали дуже щільно: «Щогодини, навіть пів години у праймтаймі стоять сеанси. Ми дуже вдячні кінотеатрам!».

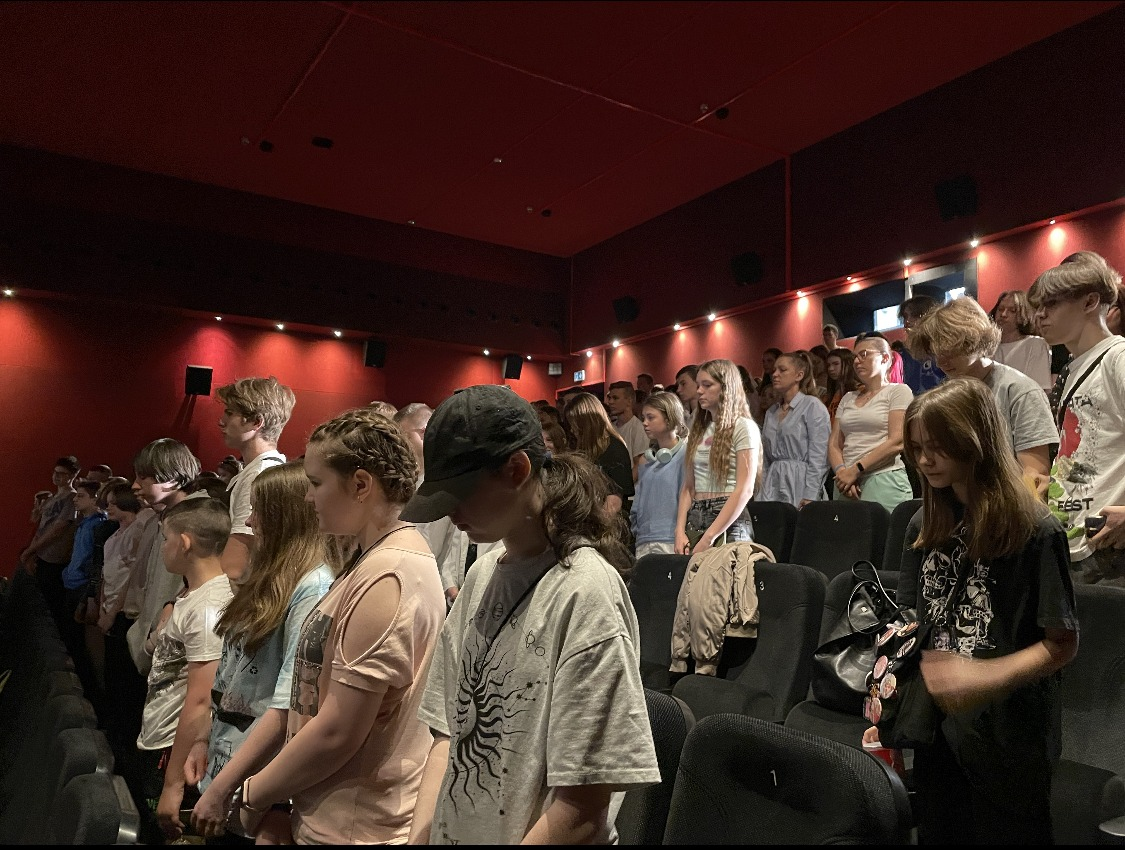
На допрем'єрному показі у Варшаві

Режисер Олег Маламуж водночас зазначив, що фільм матиме класичну дистрибуцію: «Починаємо в Україні і Саудівській Аравії, далі — по інших країнах. Загалом прокат 80 країн охопить. Далі „Мавка“ буде на телебаченні і діджитал-платформах».

#### Світові прем'єри
Старт прокату мультфільму за кордоном не був одномоментним. Узгоджувалися найбільш відповідні дати для кожної окремої території міжнародного прокату, тому прем'єри в різних країнах відбувалися протягом 2023-2024 років. До того ж разом із прокатом дубльованої версії фільму місцевою мовою у багатьох країнах відбувалися допрем'єрні або паралельні покази «Мавки» українською. Нижче представлено зведену таблицю з датами основних прем'єр.  
| Країна                                                          | Мова      | Прокатна назва               | Дата виходу       | Покази українською             | Прим. |
| --------------------------------------------------------------- | --------- | ---------------------------- | ----------------- | ------------------------------ | ----- |
| Україна                                                         | (укр.)    | Мавка. Лісова пісня          | 2 березня 2023    | —                              |       |
| Саудівська Аравія                                               | (араб.)   | غنية الغابة مافكا            | 2 березня 2023    | так                            |       |
| Франція                                                         | (фр.)     | Le Royaume de Naya           | 29 березня 2023   | так                            |       |
| Бельгія                                                         | (фр.)     | Le Royaume de Naya           | 29 березня 2023   | так                            |       |
| Бельгія                                                         | (нід.)    | Mavka                        | 29 березня 2023   | так                            |       |
| Австралія Нова Зеландія                                         | (англ.)   | Mavka. The Forest Song       | 6 квітня 2023     | так                            |       |
| Нідерланди                                                      | (нід.)    | Mavka                        | 19 квітня 2023    | так, у близько 37 містах       |       |
| Італія                                                          | (італ.)   | Mavka e la foresta incantata | 20 квітня 2023    | так                            |       |
| Хорватія Боснія і Герцеговина Північна Македонія Албанія Косово | (хор.)    | Mavka: Čuvarica šume         | 27 квітня 2023    |                                |       |
| Іспанія                                                         | (ісп.)    | Mavka. Guardiana del bosque  | 28 квітня 2023    | так, у понад 10 містах         |       |
| Румунія                                                         | (рум.)    | Mavka: Zâna Pădurii          | 5 травня 2023     |                                |       |
| Німеччина                                                       | (укр.)    | Мавка. Лісова пісня          | 27 квітня 2023    | так, прокат у понад 100 містах |       |
| Німеччина                                                       | (нім.)    | Mavka – Hüterin des Waldes   | 8 червня 2023     | так, прокат у понад 100 містах |       |
| Австрія Швейцарія                                               | (нім.)    | Mavka – Hüterin des Waldes   | 8 червня 2023     | так                            |       |
| В'єтнам                                                         | (в'єтн.)  | Mavka: Thần Thoại Rừng Xanh  | 16 червня 2023    |                                |       |
| Польща                                                          | (укр.)    | Мавка. Лісова пісня          | 1 червня 2023     | так, прокат у понад 30 містах  |       |
| Польща                                                          | (пол.)    | Mavka i strażnicy lasu       | 4 серпня 2023     | так, прокат у понад 30 містах  |       |
| Греція Кіпр                                                     | (гр.)     | Μαβκα: Το ξωτικό του δάσους  | 21 вересня 2023   | так                            |       |
| Туреччина                                                       | (тур.)    | Mavka. Orman Şarkısı         | 27 жовтня 2023    | так                            |       |
| Болгарія                                                        | (болг.)   | Мавка: Горска песен          | 23 червня 2023    |                                |       |
| Естонія                                                         | (ест.)    | Mavka. Metsalaul             | 14 липня 2023     | так                            |       |
| Латвія                                                          | (латис.)  | Lauma: Meža dziesma          | 14 липня 2023     | так                            |       |
| Литва                                                           | (лит.)    | Mavka: Miško siela           | 14 липня 2023     | так, у близько 5 містах        |       |
| Сербія Чорногорія                                               | (серб.)   | Mavka - Zaštitnica šume      | 20 липня 2023     |                                |       |
| Чехія                                                           | (чес.)    | Mavka: Strážkyně lesa        | 20 липня 2023     | так, у більш як 10 містах      |       |
| Словаччина                                                      | (словац.) | Mavka: Strážkyňa lesa        | 20 липня 2023     | так                            |       |
| Велика Британія Ірландія                                        | (англ.)   | Mavka. The Forest Song       | 28 липня 2023     | так, у близько 57 містах       |       |
| Норвегія                                                        | (норв.)   | Mavka – Skogens sjel         | 27 жовтня 2023    | так, у близько 9 містах        |       |
| Південна Корея                                                  | (кор.)    | 마브카 숲의 노래             | 18 жовтня 2023    |                                |       |
| Бразилія                                                        | (порт.)   | Mavka - Aventura na Floresta | 26 жовтня 2023    |                                |       |
| Уругвай Мексика Колумбія                                        | (ісп.)    | Mavka. Guardiana del bosque  | 2 листопада 2023  |                                |       |
| Чилі                                                            | (ісп.)    | Mavka. Guardiana del bosque  | 24 листопада 2023 |                                |       |
| Ізраїль                                                         | (івр.)    | מאווקה נסיכת היער            | 1 лютого 2024     |                                |       |
| Фінляндія                                                       | (фін.)    | Mavka – Metsän laulu         | 2 серпня 2024     |                                |       |

Крім того, влітку 2023 року у США та Канаді тривали покази фільму в кінотеатрах українською мовою.

### Злив піратської копії
На початку липня 2023 року пірати розмістили в мережі Інтернеті австралійську англомовну копію фільму «Мавка. Лісова пісня». Вже за декілька днів ця копія потрапила до рук росіян, які озвучили її російською мовою. Російськомовна версія швидко поширилася на піратських сайтах, зокрема за допомогою торент-файлів, а також вийшла на DVD. Після цього, за словами авторів фільму, диски з піратською «Мавкою» можна було знайти навіть в Україні. Продюсерка Ірина Костюк закликала не підтримувати піратів та дочекатися легальної диджитал-прем'єри.

### Диджитал-прокат

#### В Україні
Національна онлайн-прем'єра мультфільму відбулася на українському стримінговому сервісі «Sweet.tv» 24 серпня 2023 року.
З 1 грудня 2023 року мультфільм став доступним на стримінговій платформі «Netflix».

#### За кордоном
В Іспанії онлайн-прем'єра анімаційного фільму відбулася 4 серпня 2023 на VOD-сервісі «Prime Video».
У США фільм доступний у диджитал-прокаті з 15 серпня 2023 року на платформах «iTunes» («AppleTV»), «Amazon», «Vudu», «Microsoft» та «Spectrum On Demand».
Наприкінці вересня 2023 року стрічка німецькою та українською мовами стала доступна на території Німеччини на таких VOD-сервісах: «Amazon Prime Video», «Apple TV», «Google Play», «Sky Store», «Magenta TV», «Videoload», «Rakuten», «Kino on Demand», «Pantaray» та «Microsoft». У жовтні того ж року «Мавка» англійською мовою стала доступною на території Великої Британії. Серед основних платформ — «Amazon Prime Video», «Apple TV», «Google Play», «YouTube». А також українською та польською у Польщі — «Cineman.pl», «Cyfrowy Polsat», «Onet».
У Франції з 1 липня 2024 року стрічка французькою мовою стала доступною на платформі «Netflix».

### Випуск на DVD та Blu-Ray
Офіційний реліз фільму на DVD у Сполучених Штатах Америки відбувся 15 серпня 2023 року. Продаж дисків доступний на інтернет-сервісах «Amazon.com», а також у «Walmart» та «Target».
З 16 серпня 2023 року на «Amazon.com» фільм доступний для продажу у Франції на DVD та Blu-Ray. З 29 серпня — в Іспанії. З 6 вересня — в Італії, а з 29 вересня — у Німеччині.

## Сприйняття

### Касові збори

#### Національні касові збори
За перший тиждень показів в Україні фільм зібрав 24,9 млн грн, що стало рекордом касових зборів серед вітчизняних релізів. Після другого тижня показів збори зросли до 60 млн грн, кількість глядачів становила 466 258 осіб. Після третього тижня показів збори зросли до 82 млн грн, що зробило його найкасовішим українським фільмом. Після четвертого тижня фільм зібрав 98,6 млн грн, а загальна кількість глядачів сягнула 779 798 осіб. Після п'ятого тижня касові збори перевищили 100 млн гривень та продано понад 900 тис. квитків. Після шостого вікенду в кіно «Мавку» переглянуло 1 011 735 глядачів, а бокс-офіс сумарно склав 127 531 211 грн. Після десятого тижня «Мавку» переглянуло 1 144 522 глядачів, а касовий збір сумарно склав 143 930 311 грн. Після п'ятнадцятого тижня кількість проданих квитків склала 1 203 639, а касовий збір сягнув позначки у понад 150 млн грн.
Після тривалого 32-тижневого прокату в Україні, який став рекордно довгим, касовий збір фільму досяг суми у розмірі 155 615 132 гривні. А сумарна кількість проданих квитків становила 1 241 789 одиниць. Ці високі показники встановили декілька національних рекордів, зокрема фільм став рекордсменом серед усіх українських кінострічок, що з'явилися за часів незалежності. А також у гривневому вираженні бокс-офіс фільму обійшов бокс-офіси усіх анімаційних фільмів, які коли-небудь демонструвалися в українських кінотеатрах, незалежно від їхнього походження, посівши при цьому третю позицію взагалі серед усіх фільмів у національному кінопрокаті.

#### Міжнародні касові збори
За даними «Box Office Mojo» станом на грудень 2023 сумарно фільм зібрав понад 17,821 млн дол. Водночас за даними пресслужби «Film.UA» загальні касові збори сягнули позначки в понад $20 млн . Зокрема, у Франції у перші дні прокату стрічка стала лідером за переглядами, випередивши голлівудський фільм «Шазам! Лють Богів». Французькі касові збори анімації становили 4,1 млн дол.
Після четвертого тижня прокату в Іспанії касові збори «Мавки» становили €715 376, в Італії — €1 142 592. При цьому загальна кількість проданих квитків у країнах становила 146 тис. і 188 тис. одиниць відповідно.
У німецькому кінопрокаті фільм вийшов на екрани спочатку українською мовою з німецькими субтитрами і кількість проданих квитків перевищила 100 тисяч за менше ніж місяць. Спершу планувалося, що прем'єра німецької версії «Мавки» відбудеться у вересні, однак дистриб'ютор «Splendid Film» переніс прем'єру на 8 червня 2023 року. Станом на 12 червня фільм подивилися понад 121 тисяча глядачів у Німеччині. З них 12,5 тисяч — за перші вихідні показу німецької версії. Загальна кількість проданих квитків у німецькому прокаті склала 164 тисячі, а касові збори склали $928 тис. 
У Румунії стрічка посіла друге місце за касовими зборами у кінотеатральному прокаті тижня, зібравши $73 800 за перший вікенд. У Хорватії та Боснії і Герцеговині «Мавка» також стала лідеркою кінопрокату першого тижня. В Австралії та Новій Зеландії стрічка за місяць прокату зібрала понад 700 тис. дол.
У польському кінопрокаті, як і в Німеччині, покази фільму стартували спершу українською мовою. А після тринадцятого тижня прокату польської версії касові збори сягнули позначки в понад 9,5 млн злотих (2,1 млн євро), кількість проданих квитків при цьому склала близько 480 тис. одиниць.

### Відгуки критиків
На сайті-агрегаторі оглядів «Rotten Tomatoes» 77 % рецензій критиків позитивні із середньою оцінкою 6,2 з 10.
Деякі іноземні критики погоджується з думкою, що стиль анімації нагадує сучасні фільми про принцес, як-от «Крижане серце» або «Заплутана історія». Британська газета «The Times» назвала анімацію «всеохопним шармом», а «City A.M.» — «напрочуд щемливим фільмом про подолання гніту».
Венді Айд з часопису «The Guardian» дала фільму 3 із 5 зірок, назвавши фільм «шаблонною українською анімацією, що звертається до природи». Дженніфер Борґет з «Common Sense Media» теж оцінила анімацію на 3 з 5, зазначивши: «Український анімаційний фільм поєднує в собі елементи знайомих казок з унікальним культурним відтінком […] Й хоча фільм передбачуваний, він чудово анімований. Він пропонує позитивні меседжі про захист навколишнього середовища, надання шансу іншим і про те, що може статися, коли дві сторони вирішують працювати разом заради спільного блага».
Мультфільм дістав схвалення від українських критиків, які здебільшого погодилися, що «Мавка» призначена передусім для дітей, тому сюжет однозначніший і оптимістичніший, ніж в оригіналі. Графіку визнано якісною, хоча й відзначалося, що візуальний стиль наслідує «діснеївську» манеру зображення.
До виходу фільму в прокат українська художниця-аніматорка Анна Метревелі відгукнулася, що робити «Мавку» мультфільмом із тривимірною графікою було хибною концепцією. За її словами, замість наслідування діснеївських мультфільмів вдаліше було б використати покадрову лялькову анімацію з використанням природних матеріалів, що підкреслило б екологічний підтекст.
«Детектор медіа» описав, що «Мавка» безумовно є великим досягненням для української анімації, бо засвідчує, що в Україні можуть створювати мультфільми, які не поступаються західним зразкам. Притому зауважувалося, що його хороше виконання не надає «Мавці» якоїсь особливої оригінальності. Значною мірою успіх мультфільму зумовлений не його художніми особливостями, а широкою рекламою. «Навряд ця робота ввійде в історію, але як для розваги на один вечір — цілком прийнятний варіант».
Згідно з УНІАН «Мавка» — це «красива, але занадто спрощена дитяча казка». Фільм виконано якісно в усіх аспектах і на що витрачено кошти добре видно — від графіки до озвучення. Щодо сюжету, хоча він сильно відхиляється від оригіналу, вкраплення актуальних тем пішли на користь і фільм приділяє увагу саме українській міфології та культурі без їх вульгаризації. Водночас авдиторія «Мавки», очевидно, дитяча й дорослі напевне сприймуть її як дещо примітивну.
«Факти» відгукнулися, що фільм наповнений різноманітними деталями, поміж яких є і старовина, й новизна. «Мавка» «справді яскрава, дотепна та хороша». Водночас зазначалося, що анімація, котра намагається наслідувати кінокартини Disney, поступається західній і моментами персонажі надто театралізовані. В усякому разі «Мавка» «розрахована на дитячу аудиторію, яка не така вибаглива й може пробачити певні огріхи анімації».
За рецензією ITC, «Мавка», очевидно, наслідує стиль Pixar без будь-яких спроб зробити щось автентичне в графіці, яка просто приємна. Місцями сцени надто статичні, що особливо помітно в зображеннях природи. Фільм «доволі веселим чином обходиться з міфологією України», але чогось зовсім несподіваного не містить. Цікавіше виглядає людський світ, у якому є стимпанкові елементи. Мало не найбільшої похвали дістало озвучення. Згідно з вердиктом, «Це дещо наївний і банальний твір, але для сімейного перегляду, мабуть, нічого іншого й не потрібно».

## Нагороди
У липні 2023 року на анімаційному фестивалі «Cartoon Club» у Ріміні фільм здобув нагороду «Cartoon Club Award for the Environment». Фестиваль, присвячений анімаційному кіно, коміксам та іграм, є одним із найвідоміших міжнародних анімаційних фестивалів Італії, що відбувається щорічно з 1985 року. Загалом там відзначаються анімаційні фільми, що створені професійними режисерами, а також представниками італійських та іноземних продюсерських компаній.
Наприкінці вересня 2023 року команда творців фільму на музичній премії «Музвар» здобула нагороду в номінації «Найрезонансніші події загальнонаціонального рівня (на території України)». Нагороду вручав начальник оркестру Почесної варти підполковник Роман Велігорський. Захід відбувся 26 вересня 2023 у МЦКМ, що стало другою церемонією нагородження з 2021 року. Згідно з інформацією організаторів, «Muzvar Awards» — це незалежна музична премія для молодих та знаних представників української музичної індустрії. 